# Championnat d'Océanie féminin de basket-ball 2015
Navigation
Édition précédente Édition suivante
Le championnat d'Océanie féminin de basket-ball 2015 est la 16e édition du championnat d'Océanie de basket-ball féminin organisé par la FIBA Océanie. La compétition a lieu en Australie et en Nouvelle-Zélande du 15 août au 17 août 2015. 
Seules deux équipes disputent le tournoi qualificatif pour les Jeux olympiques de 2016. L'Australie est ainsi sacrée pour la 15e fois championne d'Océanie. L'Australie est qualifiée pour les Jeux olympiques d'été de 2016. La Nouvelle-Zélande est qualifiée pour le Tournoi préolympique de basket-ball féminin 2016.

## Résultats
| Date         | Équipe 1         | Score   | Équipe 2         | Lieu      |
| ------------ | ---------------- | ------- | ---------------- | --------- |
| 15 août 2015 | Australie        | 61 - 41 | Nouvelle-Zélande | Melbourne |
| 17 août 2015 | Nouvelle-Zélande | 63 - 80 | Australie        | Tauranga  |

## Matches
| 15 août 2015 18 h 30 AEET | Rapport | Australie                                         | 61-41                    | Nouvelle-Zélande           |  | Rod Laver Arena, Melbourne Affluence : 13 000 Arbitres : Nicolas Fernandes Jon Bradley Giersch Christian Dallas Pickering | Nine Network |
| 15 août 2015 18 h 30 AEET | Rapport | Score par quart-temps : 15-5, 14–12, 21-12, 11-12 |                          |                            |  | Rod Laver Arena, Melbourne Affluence : 13 000 Arbitres : Nicolas Fernandes Jon Bradley Giersch Christian Dallas Pickering | Nine Network |
| 15 août 2015 18 h 30 AEET | Rapport | Batkovic 16 Lavey 11 Madgen 6                     | Points Rebonds Passes d. | Cocks 7 Davidson 9 Cocks 3 |  | Rod Laver Arena, Melbourne Affluence : 13 000 Arbitres : Nicolas Fernandes Jon Bradley Giersch Christian Dallas Pickering | Nine Network |
| 15 août 2015 18 h 30 AEET | Rapport | L'Australie mène la série 1-0                     |                          |                            |  | Rod Laver Arena, Melbourne Affluence : 13 000 Arbitres : Nicolas Fernandes Jon Bradley Giersch Christian Dallas Pickering | Nine Network |

| 17 août 2015 19 h 30 NZST | Rapport | Nouvelle-Zélande                                   | 63-80                    | Australie                          |  | ASB Arena, Tauranga Arbitres : Luis Miguel Gallardo Oyaneder Tony Caldwell Gavin James Zimmerman | Nine Network |
| 17 août 2015 19 h 30 NZST | Rapport | Score par quart-temps : 14-21, 19-19, 20–26, 26–23 |                          |                                    |  | ASB Arena, Tauranga Arbitres : Luis Miguel Gallardo Oyaneder Tony Caldwell Gavin James Zimmerman | Nine Network |
| 17 août 2015 19 h 30 NZST | Rapport | Cocks 21 Davidson 12 Cocks 3                       | Points Rebonds Passes d. | Hodges 22 Hodges & Lavey 5 Lavey 7 |  | ASB Arena, Tauranga Arbitres : Luis Miguel Gallardo Oyaneder Tony Caldwell Gavin James Zimmerman | Nine Network |
| 17 août 2015 19 h 30 NZST | Rapport | L'Australie remporte la série 2-0                  |                          |                                    |  | ASB Arena, Tauranga Arbitres : Luis Miguel Gallardo Oyaneder Tony Caldwell Gavin James Zimmerman | Nine Network |

## Palmarès
Australie
(15e titre)